# Kassa vasútállomás
Kassa vasútállomás vasútállomás Kassán, melyet a ŽSSK és a RegioJet működtet.

## Forgalom
| Járat                         | Útvonal | Gyakoriság |
| ----------------------------- | --- | ---------- |
| Hernád nemzetközi InterCity   | Budapest-Keleti – Mezőkövesd – Miskolc-Tiszai – Szikszó-Vásártér – Halmaj – Ináncs – Forró-Encs – Novajidrány – Hidasnémeti – Košice (Kassa) | 2 óránként |
| Bohemia és Slovakia EuroNight | Praha hl.n. – (Kolín →) Pardubice hl.n. – Česká Třebová – Olomouc hl.n. (← Hranice na Moravě ← Suchdol nad Odrou ← Studénka) – Ostrava-Svinov – Ostrava hl.n. – Bohumín – Karviná hl.n. – Český Těšín – Třinec – Žilina (Zsolna) – Vrútky (Ruttka) – Kraľovany (Kralován) – Ružomberok (Rózsahegy) – Liptovský Mikuláš (Liptószentmiklós) – Štrba (Csorba) – Poprad-Tatry (Poprád) – Spišská Nová Ves (Igló) – Margecany (Margitfalva) – Kysak (Sároskőszeg) – Košice (Kassa) – (Trebišov (Tőketerebes) – Bánovce nad Ondavou (Bánóc) – Michalovce (Nagymihály) – Strážske (Őrmező) – Humenné (Homonna)) | Napi 2 pár |
|                               | Praha hl.n. – Pardubice hl.n. – Zábřeh na Moravě – Olomouc hl.n. – Hranice na Moravě – Ostrava-Svinov – Ostrava hl.n. – Havířov – Český Těšín – Třinec centrum – Návsí – Čadca (Csaca) – Žilina (Zsolna) – Vrútky (Ruttka) – Ružomberok (Rózsahegy) – Liptovský Mikuláš (Liptószentmiklós) – Štrba (Csorba) – Poprad-Tatry (Poprád) – Spišská Nová Ves (Igló) – Margecany (Margitfalva) – Kysak (Sároskőszeg) – Košice (Kassa) | Napi 2 pár |

## Vasútvonalak
Az állomást az alábbi vasútvonalak érintik:
- Kassa–Muszyna-vasútvonal
- Zsolna–Kassa-vasútvonal
- Kassa–Hidasnémeti-vasútvonal
- Zólyom–Kassa-vasútvonal
- Kassa–Csap-vasútvonal

## Kapcsolódó állomások
A vasútállomáshoz az alábbi állomások vannak a legközelebb:
- Hernádtihany megállóhely (Zsolna vasútállomás, Zsolna–Kassa-vasútvonal)
- Košice-Predmestie railway station (Hidasnémeti vasútállomás, Kassa–Hidasnémeti-vasútvonal)
- Košice-Predmestie railway station (Zólyom-személyi pályaudvar, Zólyom–Kassa-vasútvonal)
- Hernádtihany megállóhely (Muszyna train station, Kassa–Muszyna-vasútvonal)
- Košice-Predmestie railway station (Tiszacsernyő vasútállomás, Kassa–Csap-vasútvonal)